# Korpo prästgård
Korpo prästgård är före detta kyrkoherdens tjänstebostad i Korpo i det finländska landskapet Egentliga Finland. Prästgården uppfördes år 1922 och ägs av Pargas kyrkliga samfällighet. Efter bildandet av samfälligheten har prästgården varit som kaplanens bostad.
År 2021 lade kyrkliga samfälligheten upp en ny strategi för fastigheter och prästgården i Korpo var en fastighet som senare kommer att säljas.